# RR-319
A RR-319, popularmente conhecida como Transarrozeira, é uma rodovia brasileira do estado de Roraima que interliga a cidade de Normandia à capital Boa Vista.
Estendendo-se pelo cerrado roraimense, a Transarrozeira atravessa os municípios de Boa Vista, Amajari e Normandia (incluindo as comunidades do Passarão, Flexal, Chiriri e Olho D'água), e se destaca pela intensa produção agropecuária, seja em grandes projetos de monoculturas ou em colônias de agricultura familiar. Várias das maiores plantações de arroz da Região Norte do Brasil estão nela estabelecidas.

## Estrutura
A rodovia tem boas condições de tráfego, estando asfaltados 33 quilômetros. Para 2012 promete-se o asfaltamento de mais 15 quilômetros da rodovia, interligando a região da Serra da Moça e do Passarão à BR-174. Estradas vicinais também devem passar por recuperações, inclusive as que dão acesso a comunidades indígenas.
Na altura da localidade do Passarão há serviço de balsas para transpor o rio Uraricoera.
A RR-319 está conectada ao anel viário de Boa Vista, o Contorno Oeste Ottomar de Souza Pinto, na altura da Zona de Processamento de Exportação da capital e da BR-174.

## Terras indígenas
Boa parte do percurso da RR-319 atravessa reservas indígenas, o que provocou muitos conflitos na década de 2000, em especial na época da demarcação da T. I. Raposa Serra do Sol. Na época, índios ligados ao Conselho Indígena de Roraima (CIR) fecharam com estacas de madeira e arame a rodovia para não-índios, o que ocasionou sensível repercussão nacional.

## Municípios
- Boa Vista
- Amajari
- Normandia